# Naturschutzgebiet Benze und Binsenbach
Das Naturschutzgebiet Benze und Binsenbach ist ein 35,35 ha großes Naturschutzgebiet (NSG) westlich bzw. nordwestlich des Dorfes Rothemühle im Gemeindegebiet von Wenden im Kreis Olpe in Nordrhein-Westfalen. Es wurde 2008 vom Kreistag mit dem Landschaftsplan Nr. 4 Wenden – Drolshagen ausgewiesen. Das NSG besteht aus zwei Teilflächen. Es wird durch die Landstraße 342 geteilt.

## Gebietsbeschreibung
Bei dem NSG handelt es sich um die dortigen naturnahen Bäche Benze (Bigge) und Binsenbach (Benze) mit Aue. In der Aue finden sich Feuchtgrünlandkomplexe mit Pfeifengraswiesen.